# David Coulthard

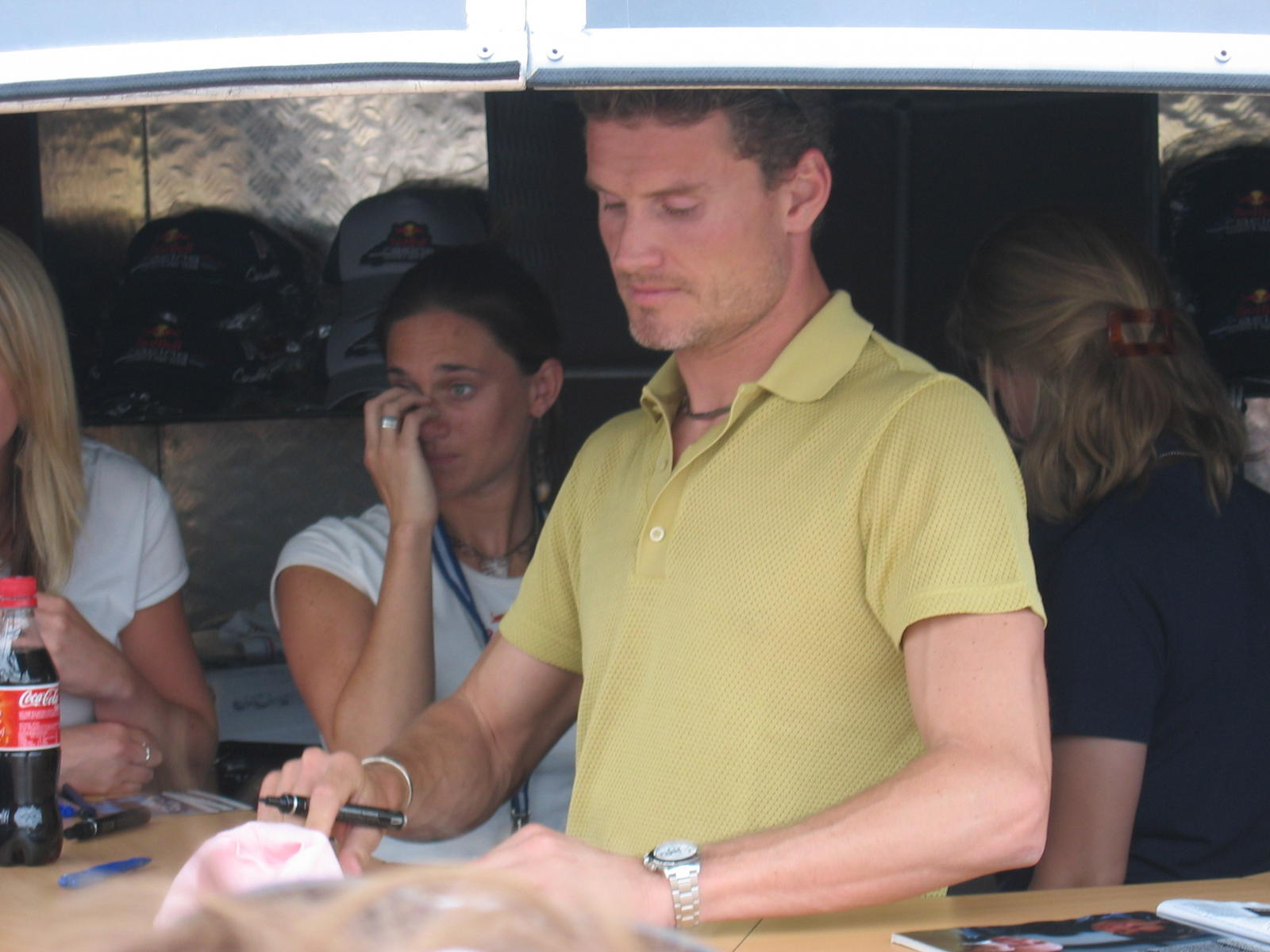
David Coulthard

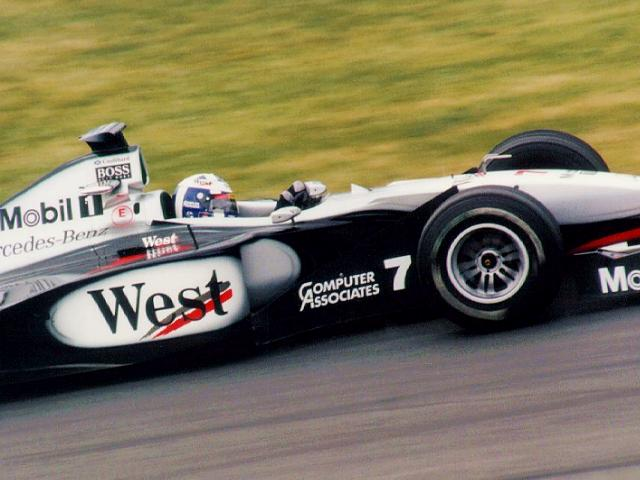
Coulthard conduint el McLaren al gran premi del Canadà del 1998

David Coulthard (27 de març del 1971) és un pilot escocès a la Fórmula 1. Ha corregut per les escuderies Williams, McLaren-Mercedes i Red Bull Racing.
Va començar a la Fórmula 1 en ser cridat per l'equip Williams per substituir Ayrton Senna després de la mort d'aquest.
L'any 1998 al circuit de Spa-Francorchamps va protagonitzar un incident amb Michael Schumacher que possiblement va alterar el curs del campionat del món de Fórmula 1 en favor del seu company d'equip Mika Hakinnen.
Ha aconseguit dos (Mònaco'05 i el Canadà'08), dels tres primers podis de la història de l'escuderia Red Bull Racing.

## Posició final al campionat de pilots
- 1994: 8º, 14 punts (Williams)
- 1995: 3º, 49 punts (Williams)
- 1996: 7º, 18 punts (McLaren)
- 1997: 3º, 36 punts (McLaren)
- 1998: 3º, 56 punts (McLaren)
- 1999: 4º, 48 punts (McLaren)
- 2000: 3º, 73 punts (McLaren)
- 2001: 2º, 65 punts (McLaren)
- 2002: 5º, 41 punts (McLaren)
- 2003: 7º, 51 punts (McLaren)
- 2004: 9º, 24 punts (McLaren)
- 2005: 12º, 24 punts (Red Bull)
- 2006: 12º, 14 punts (Red Bull)

## Palmarès
(Acabada la temporada 2006)
- Millor posició al campionat de pilots : 2n 2001 i 3r 1995, 1997, 1998 i 2000
- Punts aconsseguits al campionat del món : 513
- Curses : 212
- Victòries : 13
- Podis : 62
- Voltes ràpides : 18
- Poles : 12